# Kreiskrankenhaus Prenzlau

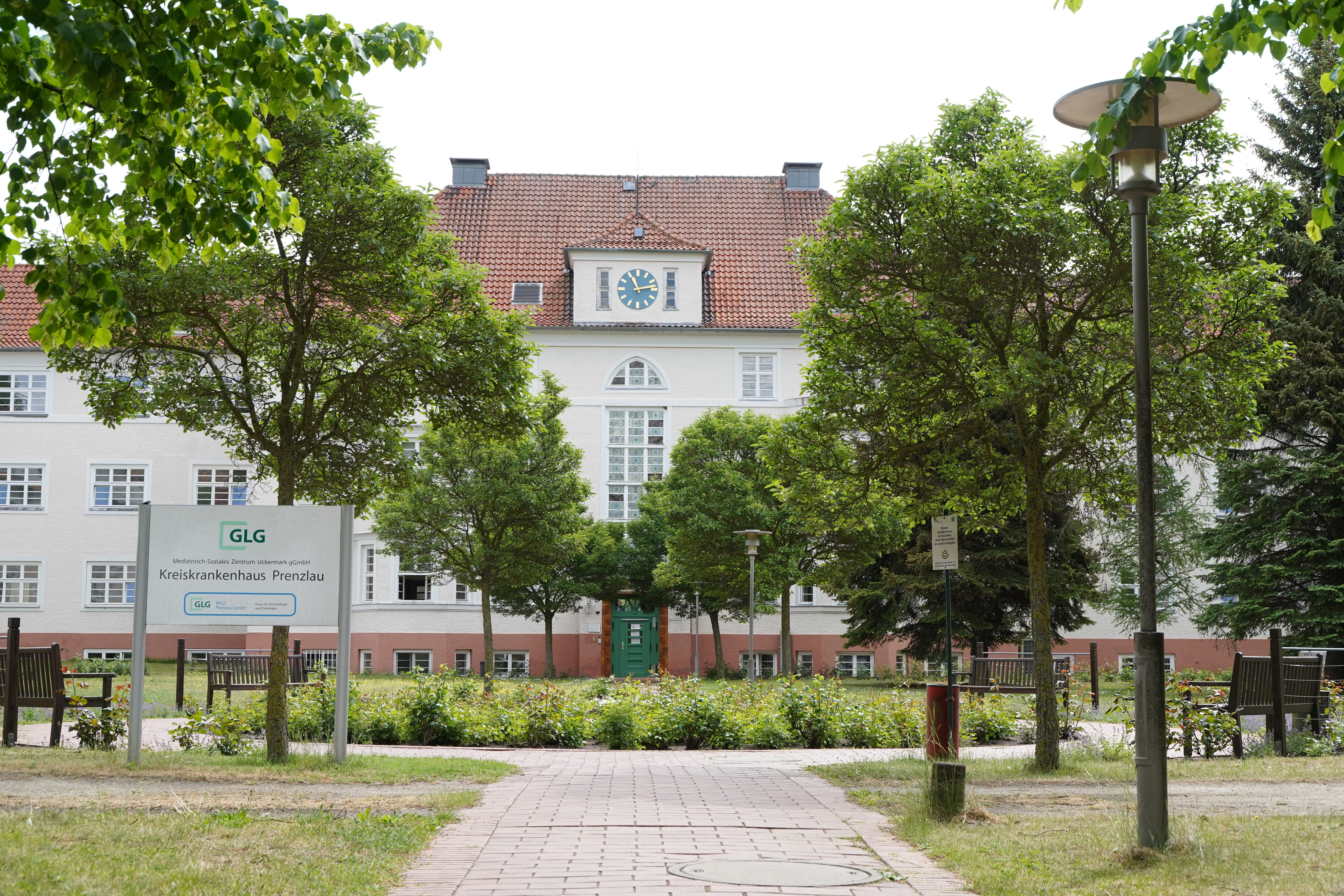
Innenhof des Kreiskrankenhaus Prenzlau

Das GLG Kreiskrankenhaus Prenzlau ist ein Krankenhaus der Grundversorgung im Brandenburger Landkreis Uckermark. Die Klinik wurde am 6. April 1927 eröffnet. Das zum Teil denkmalgeschützte Haus bündelt heute unterschiedliche Fachgebiete von der Alters- bis hin zur Intensivmedizin sowie verschiedene Zentren, interdisziplinäre Abteilungen und ambulante Angebote unter einem Dach. Es befindet sich in Prenzlau in der Stettiner Straße. Seit 2005 gehört das Kreiskrankenhaus zum Verbund der GLG Gesellschaft für Leben und Gesundheit.
Das Kreiskrankenhaus Prenzlau verfügt über 110 vollstationäre Betten. Im Jahr 2022 wurden 3485 Fälle stationär und 9655 Fälle ambulant behandelt. Im Haus arbeiten 248 Beschäftigte.

## Geschichte
Bis 1927 diente das Prenzlauer Dominikanerkloster als städtisches Krankenhaus, das bis zu diesem Zeitpunkt maximal 160 Patienten aufnehmen konnte. Der Bau des Krankenhauses Prenzlau begann im Jahr 1926; nach dem 1924 gefassten Beschluss des Kreistags, ein Infektions- und Tuberkulosehaus in der Stettiner Straße zu errichten. Das neue Krankenhaus wurde am 6. August 1927 eröffnet, aber noch bis 1967 befand sich eine Dialyseabteilung im Dominikanerkloster.
Nach 1945 errichtete die Stadt Prenzlau zusätzlich eine Poliklinik und eine Nebenstelle des Krankenhauses mit einer Spezialabteilung. Unter dem ärztlichen Direktor Johannes Döring (1964 bis 1985) wurden unter anderem die Wachstation, die Dialyseabteilung und die Diabetesabteilung etabliert, das Labor leistungsfähig gemacht und die Bausubstanz kontinuierlich modernisiert. 1967 wurde Heinrich Schneider Chefarzt einer neuen Diabetesabteilung. Nach der deutschen Wiedervereinigung wurde das Krankenhaus im Rahmen eines neu aufgestellten Landeskrankenhausplanes als ein Haus der Grundversorgung eingestuft.
Um den neuen Anforderungen an die Organisationsstruktur gerecht zu werden, wurde 1993 die Gesellschaft Kreiskrankenhaus Prenzlau GmbH gegründet. Alleiniger Gesellschafter war der Landkreis Uckermark. 1994 setzte Ministerin Regine Hildebrandt den Spatenstich für den Anbau der Chirurgischen Station. 1998 begann der Bau des Südflügels.
2004 wurde das Krankenhaus der Medizinisch & Soziales Zentrum Angermünde gGmbH, dem Betreiber des Krankenhaus Angermünde, angeschlossen, und es erfolgte eine Umfirmierung zur Medizinisch-Soziales Zentrum Uckermark gGmbH. Diese ist seit 2005 Tochtergesellschaft der GLG Gesellschaft für Leben und Gesundheit mbH. Die neue Krankenhausführung baute das Haus weiter zu einem modernen Krankenhaus der Grundversorgung aus, mit gesondertem Augenmerk auf die Versorgung von älteren Menschen und der Inneren Medizin. 2007 wurde die Notaufnahme erweitert und der Bau eines neuen Operationstraktes begonnen. Dieser umfasst Operationssäle, Notaufnahme und den Intensivmedizinbereich. Demgegenüber stehen die Schließung der Kinderabteilung im Jahr 2008 sowie der Geburtenstation im Dezember 2010.
Mit Eigen- und Fördermitteln von Land und Bund in Höhe von 8,1 Millionen Euro begann 2021 eine zweijährige Umbauphase, um den Standort zu einem komplexen Gesundheitszentrum mit enger Verbindung von stationären und ambulanten Gesundheitsleistungen umzugestalten. In dieser Phase wurde in der ehemaligen Küche des denkmalgeschützten Hauses ein modernes Medizinisches Versorgungszentrum eingerichtet, 2022 ein neuer Hubschrauberlandeplatz mit Lichtsignalanlage auf dem Gelände errichtet und das ehemalige „weiße Haus“ zum Pflegezentrum umgebaut. 2023 begannen der Umbau des ehemaligen OP-Trakts zu einer modernen Cafeteria und die Planungen zum Abriss des ehemaligen Schwesternhauses.

## Fachabteilungen
Das Krankenhaus verfügt über folgende Fachabteilungen:
- Klinik für Innere Medizin und Altersmedizin
- Klinik für Anästhesiologie, Intensiv- und Schmerztherapie
- Klinik für Allgemein-, Viszeral- und Unfallchirurgie sowie Orthopädie und operativ-gynäkologische Leistungen

Darüber hinaus verfügt das Krankenhaus über ein Notfallzentrum mit Rettungsdienst, das an der notfallmedizinischen Versorgung des Landkreises beteiligt ist. Eine enge Zusammenarbeit besteht mit der DRF Luftrettung, dem Luftrettungsdienst per Rettungshubschrauber (RTH), der einen gesonderten und auch für den Nachtflug geeigneten Landeplatz auf dem Krankenhausgelände hat.

## Ambulante Arztpraxen
Das Kreiskrankenhaus beherbergt ambulante Praxen der GLG MVZ Prenzlau GmbH.
- Praxis für Hämatologie und Internistische Onkologie
- Praxis für Frauenheilkunde und Geburtshilfe
- Chirurgische Praxis

## Weitere medizinische Angebote
Seit 2021 befindet sich die Beratungsstelle für Abhängigkeitskranke in Prenzlau im Kreiskrankenhaus Prenzlau.
Die Krebsberatungsstelle Uckermark ist ein kostenfreies Angebot und wird finanziert durch öffentliche Förderung vom Landkreis Uckermark sowie aus Eigenmitteln. Angesiedelt ist die Beratungsstelle in den Räumen des Kreiskrankenhauses Prenzlau.

## Sonstiges
Träger des Kreiskrankenhauses Prenzlau ist die GLG Medizinisch-Soziales Zentrum Uckermark gGmbH. Die Beschäftigten im Kreiskrankenhaus Prenzlau werden durch den Betriebsrat des Klinikträgers vertreten.
Das Kreiskrankenhaus ist Partner der Regionalmarke Uckermark.
Als Teil des GLG-Verbunds beteiligt sich das Kreiskrankenhaus Prenzlau seit 2017 am Krankenhausspiegel Brandenburg, einem Zusammenschluss von 36 Krankenhäuser an 44 Standorten zur Veröffentlichung von Qualitätsdaten. Das Haus ist auch Mitglied im trägerübergreifenden Clinotel-Verbund.
Lena Ohnesorge absolvierte ihre Zeit als Medizinalassistentin im Kreiskrankenhaus Prenzlau.